# Synthemistidae
Famille
La famille des Synthemistidae ou Synthemistidés fait partie des Anisoptères dans l'ordre des Odonates. Anciennement, cette famille était considérée comme une sous-famille des Corduliidae. Elle contient maintenant 28 genres comprenant 158 espèces.
Il s'agit d'une famille primitive de libellules. On trouve certaines espèces en Australie et en Nouvelle-Guinée. La plupart des espèces sont de petite taille et possèdent un abdomen étroit. Les nymphes de ces libellules vivent au fond de l'eau et sont capables de résister à la sécheresse en s'enfouissant très profondément. Elles préfèrent souvent les zones marécageuses et les cours d'eau rapides. Les Synthemistidae sont parfois appelés Synthemidae.

## Liste des genres
- Apocordulia Watson, 1980
- Archaeophya Fraser, 1959
- Austrocordulia Tillyard, 1909
- Austrophya Tillyard, 1909
- Austrosynthemis Carle, 1995
- Choristhemis Tillyard, 1910
- Cordulephya Selys, 1870
- Eusynthemis Förster, 1903
- Gomphomacromia Brauer, 1864
- Hesperocordulia Tillyard, 1911
- Idionyx Hagen, 1867
- Idomacromia Karsch, 1896
- Lathrocordulia Tillyard, 1911
- Lauromacromia Geijskes, 1970
- Libellulosoma Martin, 1907
- Macromidia Martin, 1907
- Micromidia Fraser, 1959
- Navicordulia Machado & Costa, 1995
- Neocordulia Selys, 1882
- Neophya Selys, 1881
- Nesocordulia McLachlan, 1882
- Oxygastra Selys, 1870
- Palaeosynthemis Förster, 1933
- Pseudocordulia Tillyard, 1909
- Syncordulia Selys, 1882
- Synthemiopsis Tillyard, 1917
- Synthemis Selys, 1870
- Tonyosynthemis Theischinger, 1998

## Galerie

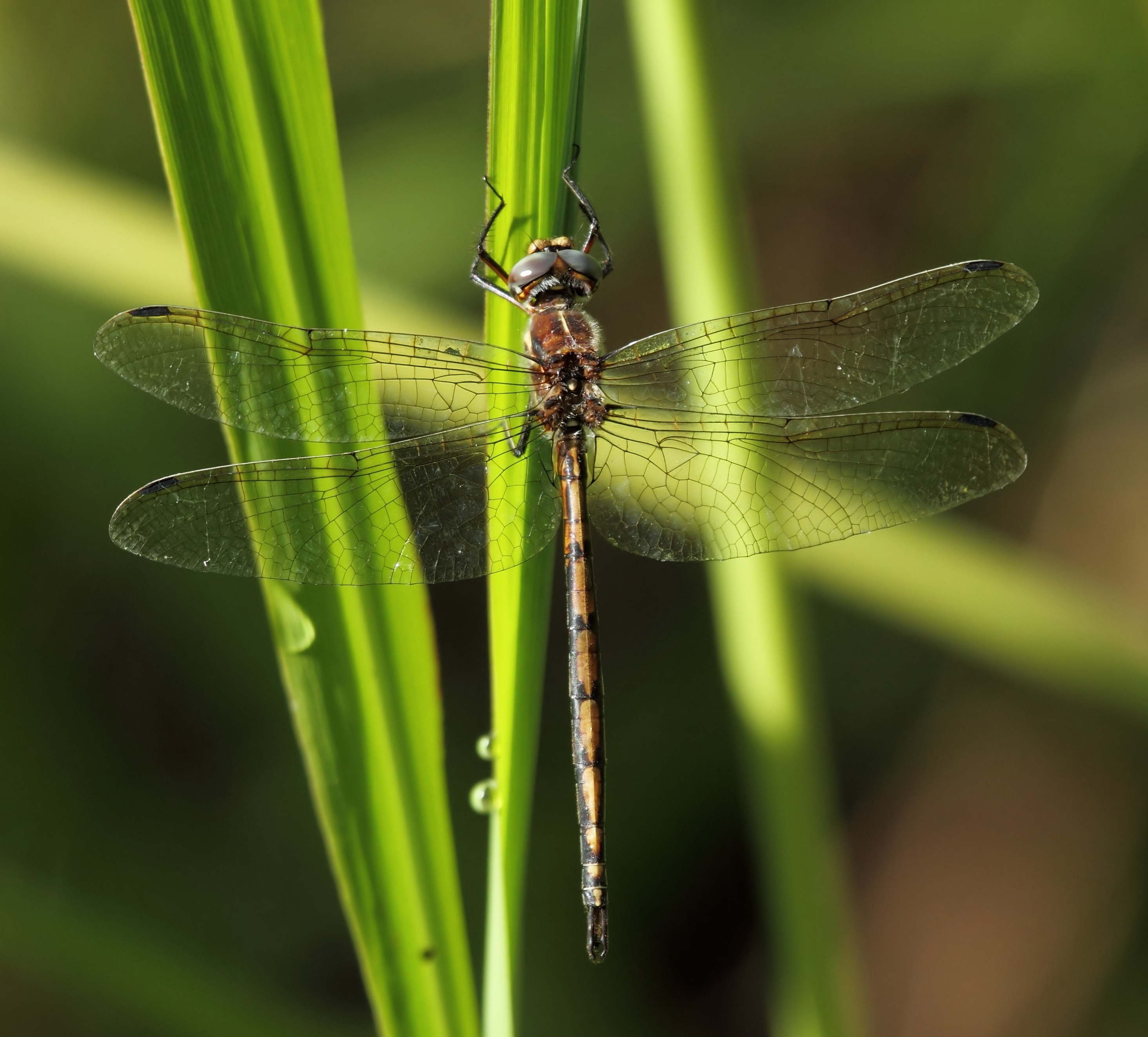
Syncordulia gracilis
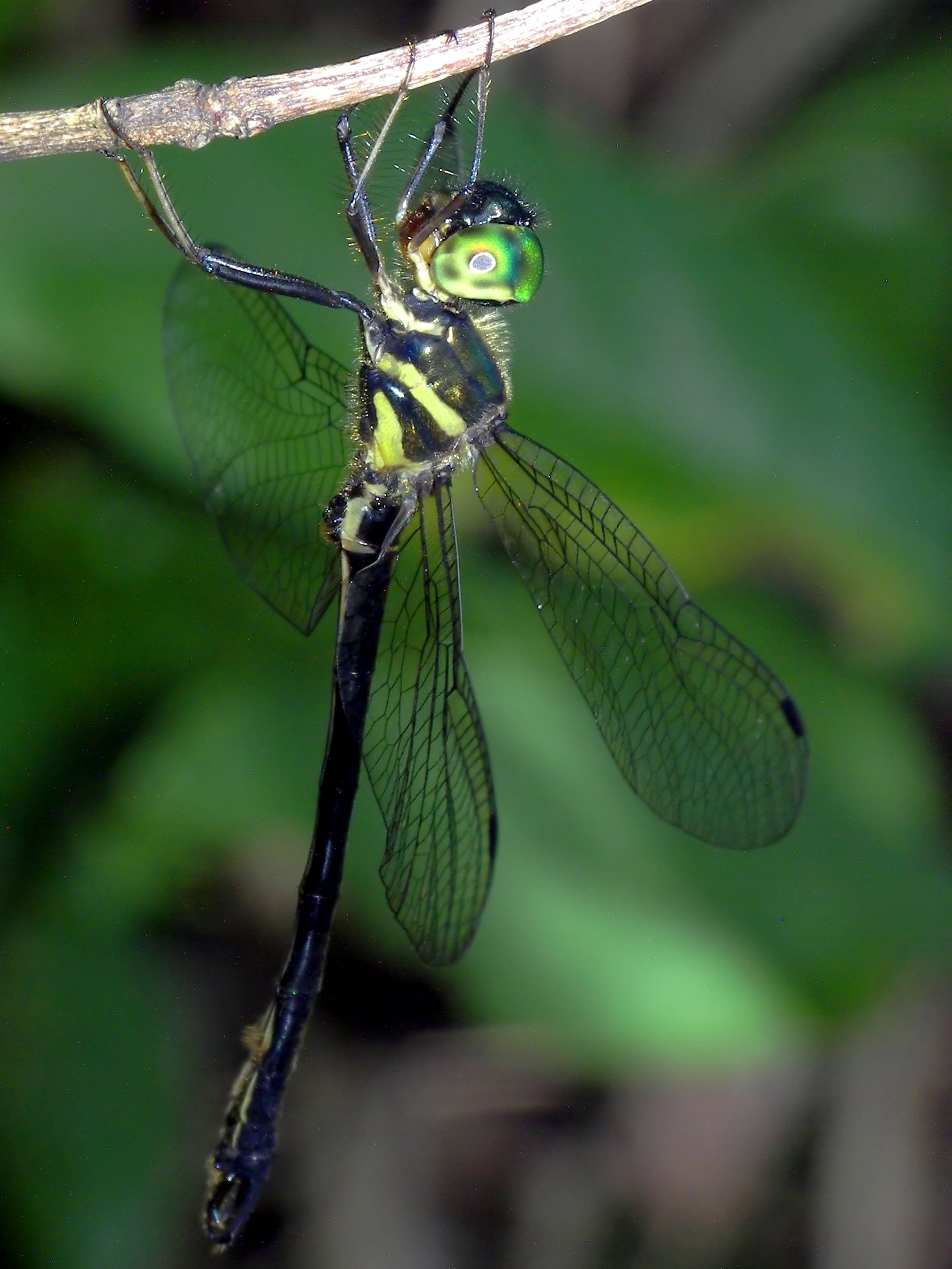
Idionyx victor